# Салихов, Фанави Зикафович
 Салихов Фанави Зикафович  (род. 15 апреля 1957 года) — российский оперный певец, артист Башкирского государственного театра оперы и балета, Заслуженный артист Российской Федерации (2008), народный артист Республики Башкортостан (2003).

## Биография
Салихов Фанави Зикафович родился в деревне Исхак Янаульского района республики 15 апреля 1957 года в многодетной крестьянской семье. Был четвёртым ребенком среди восьми детей Салиховых. Мать, Нафига Хаерлаваровна. Отец, Зикаф Салихов, танцор.
После школы Фанави Зикафович жил в Казахстане у брата, работал на заводе. После службы в армии поступил на Нефтекамский
завод по производству автосамосвалов.
В 1987 год Фанави Салихов окончил Уфимский государственный институт искусств по специальности «сольное пение» (педагог профессор Раиса Галиевна Галимуллина).
После окончания института работал солистом музыкально-литературного лектория Башкирской государственной филармонии. Некоторое время работал в Екатеринбургском театре оперы и балета. С 1988 года — солист Башкирского государственного театра оперы и балета.
Член Союза театральных деятелей (2002).
С 1993 года преподаёт на отделении сольного пения Уфимского училища искусств. С 2000 года — доцент, с 2008 — профессор кафедры музыкального образования Башкирского государственного педагогического университета имени М. Акмуллы.

## Роли в спектаклях
Лыков («Царская невеста» Н. А. Римского Корсакова; дебют, 1988), герцог Мантуанский («Риголетто» Дж. Верди), Ленский («Евгений Онегин» П. И. Чайковского), Надир («Искатели жемчуга» Ж.Бизе), Акмурза («Шаура») и др. Первый исполнитель партий Диваны («В ночь лунного затмения»), Хазрэта («Акмулла»), Кахыма («Кахым-туря»), вокального цикла «Персидские мотивы» Р. Х. Сахаутдиновой на стихи С. А. Есенина, ряда романсов А. Х. Габдрахманова. В концертном репертуаре вок. соч. Х. Ф. Ахметова, Н. А. Даутова, З. Г. Исмагилова, Ш. З. Кульборисова, М. И. Глинки, С. В. Рахманинова, Чайковского и др., баш. нар. песни «Азамат», «Буранбай», «Ирендык», «Кахым туря», «Хандугас».

## Награды и премии
- Заслуженный артист Российской Федерации (2008)
- Народный артист Республики Башкортостан (2003)
- Заслуженный артист Республики Башкортостан (1994)
- Лауреат Всесоюзного конкурса исполнителей татарской песни в Казани, II Республиканского конкурса «Весенние мелодии» в Уфе.